# フランク・ハレル
フランク・ハレル（フランク・ハーレル、Francis Woodly Harrell、1859年7月24日 - 1904年1月19日）は、米国聖公会の宣教医（medical missionary）、教育者、政治家、実業家。
聖路加国際病院の前身の医療施設を運営した。教師として仙台での赴任した際には同地へ野球を伝えるとともに、高山外国人避暑地の開拓の先鞭をつけた。また、帰国後にはワシントン州ギルマン（現・イサクア）の初代村長となった。妻のキャリー・エリザベスは日本に最初に点字法を紹介した米国女流小説家、脚本家として知られた。

## 人物・経歴
1859年生まれ。バージニア州サフォーク出身。ボルチモア市立大学（Baltimore City College）で学んだのち、1879年（明治12年）、メリーランド大学医学校（University of Maryland School of Medicine）でM.D.を取得。1883年（明治16年）、米国聖公会から宣教医に任命。専門は眼科。
1884年（明治17年）3月29日に来日。前年に開院したばかりの大阪の聖バルナバ病院を見学し、院長のヘンリー・ラニングと会談。ハレルは、同院が小規模ながらも申し分なかったことを受け、米国聖公会日本伝道主教であるチャニング・ウィリアムズとラニングの同意を得て、東京にも同様の病院を設立することを目指す。
1884年5月12日に、築地居留地38番館の自宅に診療所（のちに、築地診療所と呼ばれた）を開院し、翌月6月12日には、深川聖三一教会の裏に大橋診療所を開いた。ハレルは東京には慈善病院が少ないと感じ、慈善医療を前面に押し出した病院の設立を念頭に置いていた。ハレルが来日してまもない、1884年6月には、有志共立東京病院（1882 年設立）への寄付のために、大山捨松（陸軍卿・大山巌夫人）らが慈善バザーを成功させており、ハレルはそのことを米国聖公会ミッション本部にも報告している。また、ハレルが慈善病院を設立する際には、大山捨松や三宮八重（宮内省式部次長・三宮義胤夫人）らが病院の視察委員会委員となることに同意した。
1885年（明治18年）4月8日に、横浜でキャリー・エリザベス・バラ（ジェームス・ハミルトン・バラの娘）と結婚する。同年には、ハレルの医療活動も大きく進展し、2,156人の患者が治療を受けた。1886年（明治19年）9月に、築地1丁目の借家に築地仮病院が開設する。しかし、当時はまだミッションからの支援が得られていなかったこともあり、病床数はわずか4床であった。
その後もハレルはミッションからの支援を得ることができず、1887年（明治20年）9月にミッションを辞退し、お雇い外国人教師として仙台の第二高等中学校（後の旧制二高、現・東北大学）の英語教師となった。
1889年（明治22年）8月まで同校に務めるが、任期満了に伴って、その後アメリカに帰国。帰国後は、ワシントン州ギルマンの鉱山会社（Seattle Coal and Iron Company）で医師として雇用された。1892年（明治25年）4月、ワシントン州のギルマン（現・イサクア）が行政地域として発足すると、無投票で初代村長に選ばれている。1893年（明治26年）1月にギルマン村長を辞任。同年3月には クリーブランド大統領の就任式に出席した。
1900年（明治33年）、メキシコ・アワルルコ（Ahualulco）に移住、鉱山の経営・運営を始める。
1904年（明治37年）、商談で出張中のニューヨーク（ウォルドルフ＝アストリアホテル）で肺炎のため客死。

## ハレル帰国後の東京における医療活動
その後の米国聖公会の東京における医療活動は、ハレルのあとを引き継いで、ヴィクター・ローとジョン・セルウッドという、2人の医師資格をもつ宣教師が東京に派遣されたが、いずれも成果を残すことはなかった。また、ウィリアムズの要請により聖公会信徒で日本人医師の長田重雄も活動している。

大阪における米国聖公会の医療宣教活動とは対照的に、東京での医療宣教活動はうまくいかず、軌道に乗り始めるには、1900年（明治33年）のルドルフ・トイスラー（聖路加国際病院創設者）の来日を待つこととなった。そうした地域間での差が生まれた理由としては、大阪ではラニングが1870年代から長期に渡って地道な活動を続けており、それに伴い、地元で多くの協力者を得ていたためであったと考えられる。

## 高山外国人避暑地の発見
ハレルは、仙台在住時に七ヶ浜町の高山外国人避暑地開拓の先鞭をつけた。仙台の第二高等中学校（のちの第二高等学校 (旧制)、現・東北大学）で英語教師を務めていた時に、体を悪くした夫人のために療養地を探していたが、狩猟にきた高山が適地であることを発見した。そこで、友人のシュネーダー（仙台神学校教授、のちの東北学院）に相談し、シュネーダーが当時の七ヶ浜村と交渉して借り受けたのが、高山外国人避暑地の始まりとなっている。

## 仙台への野球伝来
ハレルは仙台の第二高等中学校（後の旧制二高、現・東北大学）に赴任すると、野球道具を持ち込み、学生たちに野球を教えた。
これが、仙台での野球事始めとされている。
このとき同校の教員であった大隈英麿（東京専門学校／現・早稲田大学初代校長）がハレルを手助けした。
ハレルに仙台野球の1期生として野球を教わった学生には、高山樗牛（文豪）、井上準之助（大蔵大臣）、一力健治郎（河北新報社創業者）、鹿又武三郎（仙台市長）らがいた。

## 親族・家族
- 妻：キャリー・エリザベス（Carrie Elizabeth、1862-1936） - ジェームス・ハミルトン・バラの娘、日本に最初に点字法を紹介した米国女流小説家、脚本家として知られた[5]。